# MoDusArchitects
MoDusArchitects è uno studio di architettura attivo nei settori delle infrastrutture, degli edifici pubblici e degli interni, sia pubblici sia privati. Si distingue per l'uso di materiali puri e in particolare del cemento.

## Storia
Fondato dagli architetti Sandy Attia e Mattia Scagnol si afferma soprattutto nell'area dell'edilizia scolastica e Attia è anche autrice di un libro su questo tema e ha partecipato alla stesura delle linee guida del Ministero dell'Istruzione per la costruire di nuove scuole (2022)

## Opere
Tra le realizzazioni di rilievo per le tecniche innovative utilizzate vi sono il padiglione TreeHugger, realizzato tra il 2016 e il 2019 a Bressanone quale sede dell'Ufficio di informazioni turistiche. Il calcestruzzo utilizzato nella costruzione è stato realizzato con inerti provenienti dallo scavo della galleria di base del traforo del Brennero. La superficie è stata poi trattata con la tecnica della bocciardatura per ottenere un effetto di voluta irregolarità.
Altri interventi che si distinguono per l'uso innovativo del cemento sono la ristrutturazione dell'Accademia Cusanus, anch'essa a Bressanone e il palazzetto per attività sportive a Egna, alle pendici del Parco naturale Monte Corno che si caratterizza per le forme originali e la facciata in calcestruzzo armato, scelte inusuali nel contesto alpino che caratterizzano la committenza pubblica in Alto Adige. Anche in quel caso l'uso del calcestruzzo rappresenta una forma di riuso di materiali provenienti dallo scavo della galleria ferroviaria del Brennero.